# Sierra de Quinchilca
La sierra de Quinchilca es un cordón de montañas ubicado al este del lago Panguipulli y que alcanza una altura de hasta 1840 m.: 741 

## Geología
La sierra consiste en una caldera y domos de lava. El complejo tiene forma semicircular construida por capas de lavas y rocas volcaniclásticas, con un núcleo erosionado. Las rocas volcánicas incluyen basalto y andesita basáltica.

La datación con potasio-argón ha arrojado una edad de 800.000 ± 600.000 en sus rocas, aunque también se han informado fechas más antiguas, como 1,4 ± 0,6 millones de años.